# Dieter Kerschek (Journalist)
Dieter Kerschek (* 13. Dezember 1928 in Berlin; † 20. Mai 2003 ebenda) war ein deutscher Journalist und Parteifunktionär in der DDR. Von 1972 bis 1989 war er Chefredakteur der Berliner Zeitung.

## Leben
Dieter Kerschek war Sohn eines Elektromonteurs und einer Schneiderin. Sein jüngerer Bruder war der später mit Brigitte Reimann verehelichte Autor Hans Kerschek. Dieter Kerschek wuchs in Berlin auf und besuchte dort bis 1944 die Volks- und dann Mittelschule. Danach war er bis 1945 Flakhelfer. Zu Kriegsende geriet er in sowjetische Kriegsgefangenschaft, aus der er im August 1945 entlassen wurde. Er siedelte in den brandenburgischen Ort Templin über und arbeitete dort als Landarbeiter. 1946 trat er in die SED und FDJ ein, im Folgejahr wurde er Jugendsekretär im SED-Kreisverband Templin, 1948 dann Sekretär für Presse im FDJ-Landesverband Brandenburg. 1950 wurde Kerschek zum verantwortlichen Redakteur für die Zeitschrift Der Pionierleiter berufen.
Von 1952 bis 1953 studierte er Gesellschaftswissenschaften an der Komsomol-Hochschule in Moskau. Nach seiner Rückkehr nach Berlin wurde er zum stellvertretenden Chefredakteur des FDJ-Zentralorgans Junge Welt ernannt. Von 1960 bis 1966 war er Chefredakteur der Jungen Welt, von 1961 bis 1967 auch Mitglied des Zentralrats der FDJ. Von Anfang 1966 an war Kerschek für ein Jahr Chefredakteur der Wochenpost. Von Januar 1967 bis April 1968 arbeitete Kerschek als stellvertretender Leiter der Westabteilung des ZK der SED, wo er die Arbeitsbereiche „Berlin (West)“ und Koordination leitete.
1968 kam Kerschek als stellvertretender Chefredakteur zur Berliner Zeitung. Am 8. August 1972 wurde er als Nachfolger von Rolf Lehnert zum Chefredakteur berufen, eine Position, die er 17 Jahre innehatte. Unter seinen Kollegen galt er als „zuverlässiger Parteiarbeiter“, vor allem aber als „Mensch mit Anstand“. Von 1974 bis 1989 war Kerschek Mitglied der SED-Bezirksleitung Berlin. Er wurde 1974, 1980 und 1985 mit dem Vaterländischen Verdienstorden ausgezeichnet.
Am 1. November 1989 reichte Kerschek seinen Rücktritt mit der Begründung ein, er verkrafte die Wende-Ereignisse „physisch und psychisch“ nicht. Kurz darauf erlitt Kerschek einen Zusammenbruch und musste im Krankenhaus behandelt werden. Formell war er noch bis zum 22. November 1989 Chefredakteur, am Tag darauf wurde sein Nachfolger Hans Eggert berufen. Im Juni 1990 ging er als Invalidenrentner im Alter von 61 Jahren in den Ruhestand. Dieter Kerschek war verheiratet und hatte fünf Söhne.
Er starb am 20. Mai 2003 und wurde am 16. Juni auf dem Friedhof der evangelischen St.-Laurentius-Stadtkirchengemeinde in der Rudower Straße 23 in Berlin-Köpenick beigesetzt.